# Saison 2015 de l'équipe cycliste Lotto-Soudal U23
La saison 2015 de l'équipe cycliste Lotto-Soudal U23 est la neuvième de cette équipe.

## Préparation de la saison 2015

### Arrivées et départs
| Arrivées              | Équipe 2014                 |
| --------------------- | --------------------------- |
| Jean-Albert Carnevali | Verandas Willems            |
| Steff Cras            | Avia-Crabbé                 |
| Michael Goolaerts     | Verandas Willems            |
| Steff Hermans         | DCM Youth                   |
| Mathias Krigbaum      | Globe-Siesta Homes Group    |
| Senne Leysen          | Balen BC                    |
| Milan Menten          | Davo Tongeren               |
| Emiel Planckaert      | Avia-Crabbé                 |
| James Shaw            |                             |
| George Tansley        | ILLI-Bikes                  |
| Joachim Vanreyten     | EFC-Omega Pharma-Quick Step |
| Enzo Wouters          | Avia-Crabbé                 |

| Départs            | Équipe 2015                  |
| ------------------ | ---------------------------- |
| Tiesj Benoot       | Lotto-Soudal                 |
| Amaury Capiot      | Topsport Vlaanderen-Baloise  |
| Jorne Carolus      | retraite                     |
| Rob Leemans        | SEG Racing                   |
| Daniel McLay       | Bretagne-Séché Environnement |
| Xandro Meurisse    | An Post-ChainReaction        |
| Dimitri Peyskens   | 3M                           |
| Jef Van Meirhaeghe | Topsport Vlaanderen-Baloise  |
| Thomas Vanbesien   | BCV Works-Soenens            |

## Coureurs et encadrement technique

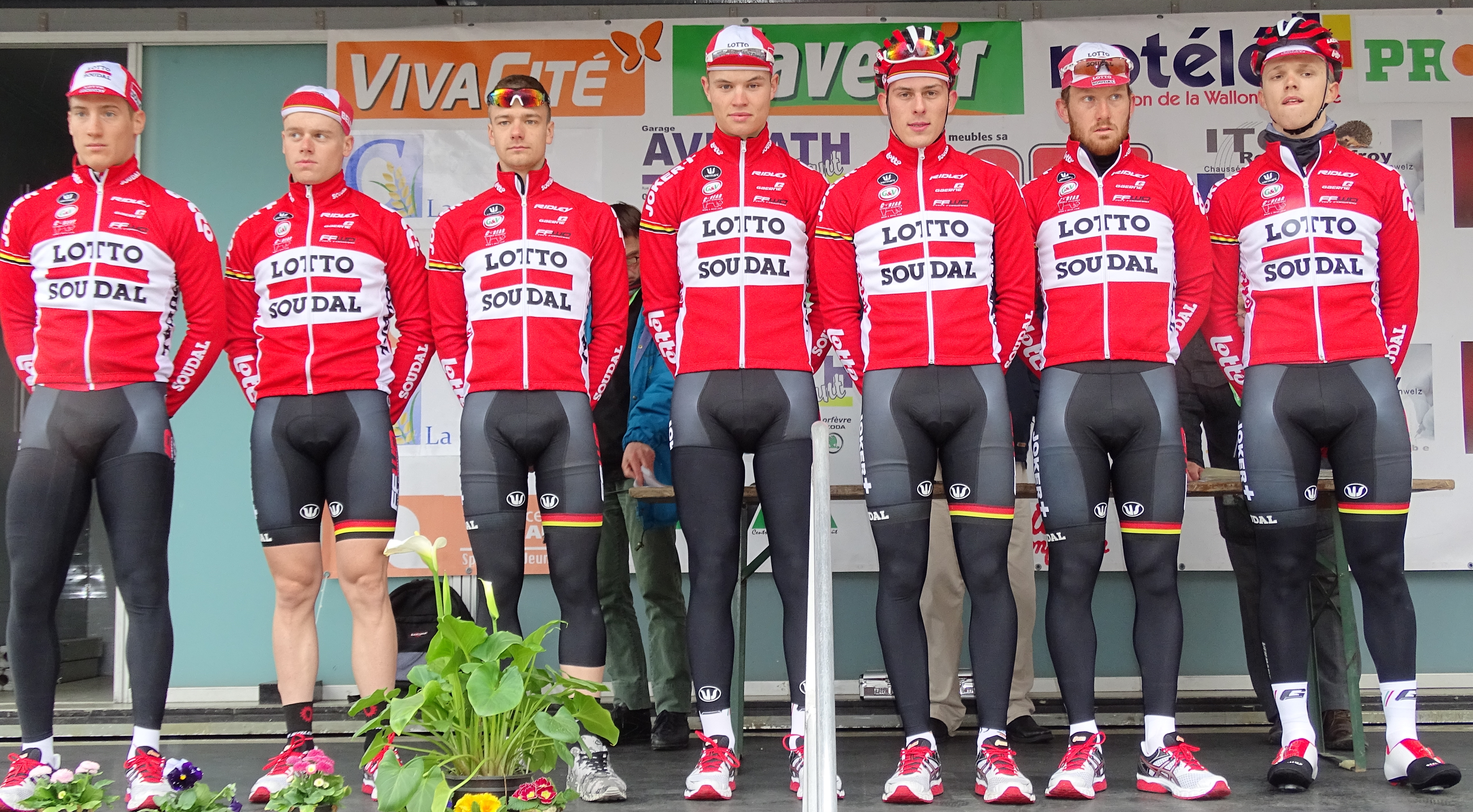
L'équipe lors du Triptyque des Monts et Châteaux 2015.

### Effectif
| Cycliste              | Date de naissance | Nationalité      | Équipe 2014                 |  |
| --------------------- | ----------------- | ---------------- | --------------------------- |  |
| Jean-Albert Carnevali | 10 septembre 1993 | Belgique         | Verandas Willems            |  |
| Maarten Craeghs       | 3 février 1992    | Belgique         | Lotto-Belisol U23           |  |
| Steff Cras            | 13 février 1996   | Belgique         | Avia-Crabbé                 |  |
| Laurens De Plus       | 4 septembre 1995  | Belgique         | Lotto-Belisol U23           |  |
| Kevin Deltombe        | 27 février 1994   | Belgique         | Lotto-Belisol U23           |  |
| Frederik Frison       | 28 juillet 1992   | Belgique         | Lotto-Belisol U23           |  |
| Alexander Geuens      | 5 septembre 1994  | Belgique         | Lotto-Belisol U23           |  |
| Michael Goolaerts     | 24 juillet 1994   | Belgique         | Verandas Willems            |  |
| Steff Hermans         | 18 avril 1996     | Belgique         | DCM Youth                   |  |
| Mathias Krigbaum      | 3 février 1995    | Danemark         | Globe-Siesta Homes Group    |  |
| Senne Leysen          | 18 mars 1996      | Belgique         | Balen BC                    |  |
| Hayden McCormick      | 1er janvier 1994  | Nouvelle-Zélande | Lotto-Belisol U23           |  |
| Milan Menten          | 31 octobre 1996   | Belgique         | Davo Tongeren               |  |
| Emiel Planckaert      | 22 octobre 1996   | Belgique         | Avia-Crabbé                 |  |
| Ruben Pols            | 3 novembre 1994   | Belgique         | Lotto-Belisol U23           |  |
| Brecht Ruyters        | 14 mai 1993       | Belgique         | Lotto-Belisol U23           |  |
| James Shaw            | 13 juin 1996      | Royaume-Uni      |                             |  |
| George Tansley        | 14 août 1993      | Australie        | ILLI-Bikes                  |  |
| Dries Van Gestel      | 30 septembre 1994 | Belgique         | Lotto-Belisol U23           |  |
| Mathias Van Gompel    | 24 septembre 1995 | Belgique         | Lotto-Belisol U23           |  |
| Kenneth Van Rooy      | 8 octobre 1993    | Belgique         | Lotto-Belisol U23           |  |
| Massimo Vanderaerden  | 21 janvier 1995   | Belgique         | Lotto-Belisol U23           |  |
| Joachim Vanreyten     | 31 août 1994      | Belgique         | EFC-Omega Pharma-Quick Step |  |
| Dieter Verwilst       | 27 février 1995   | Belgique         | Lotto-Belisol U23           |  |
| Enzo Wouters          | 21 mars 1996      | Belgique         | Avia-Crabbé                 |  |

Portraits
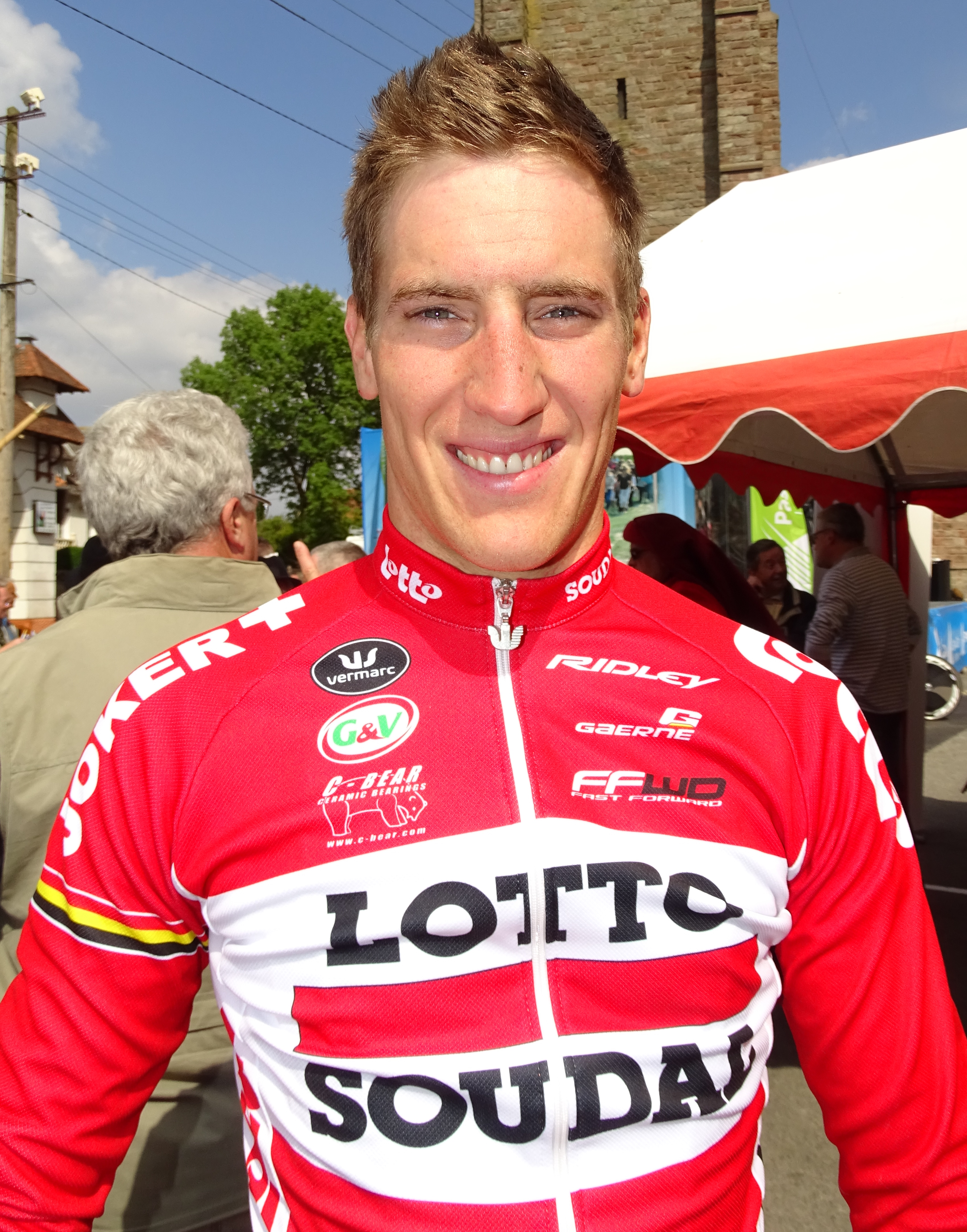
Maarten Craeghs.
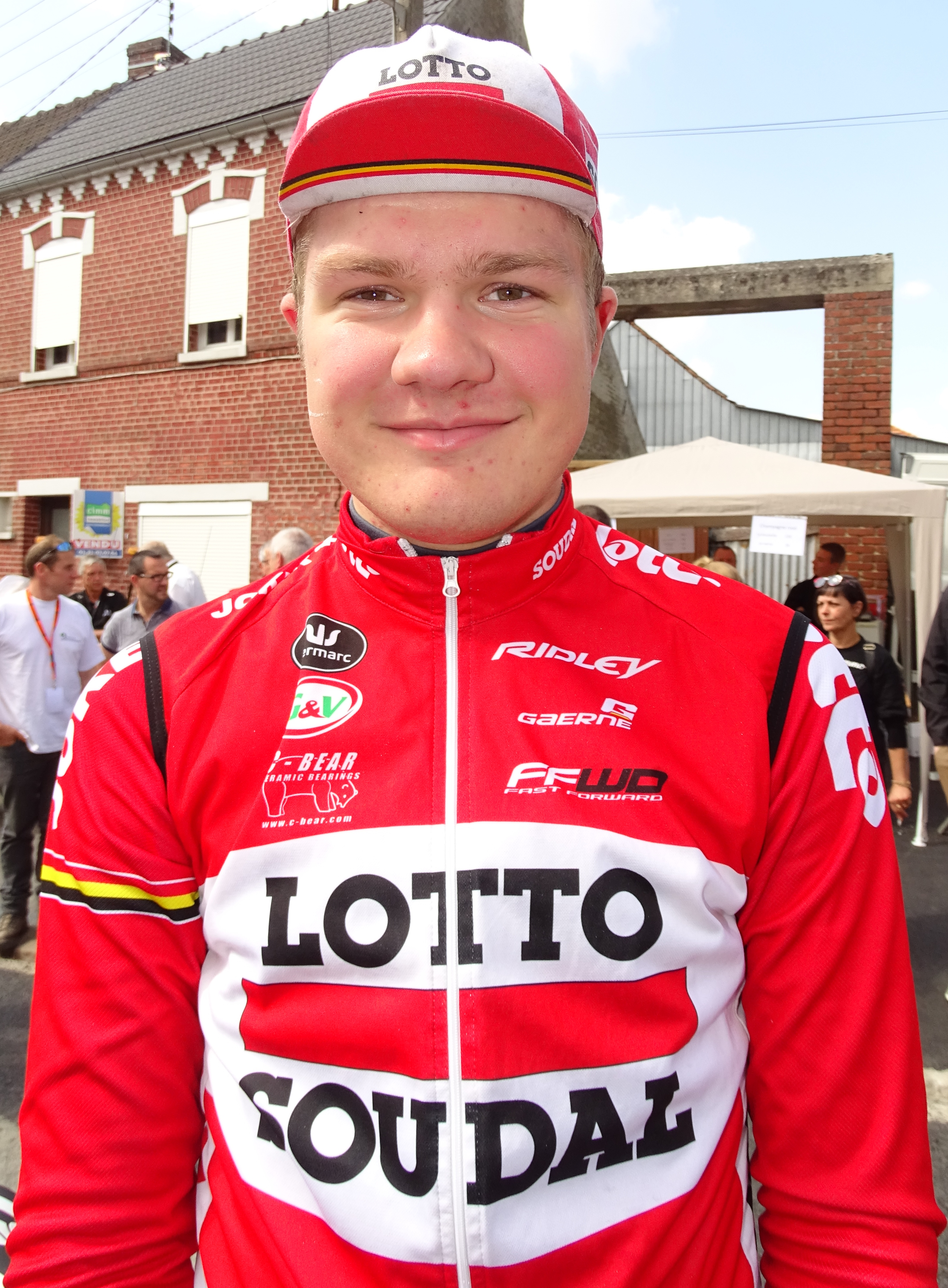
Mathias Krigbaum.
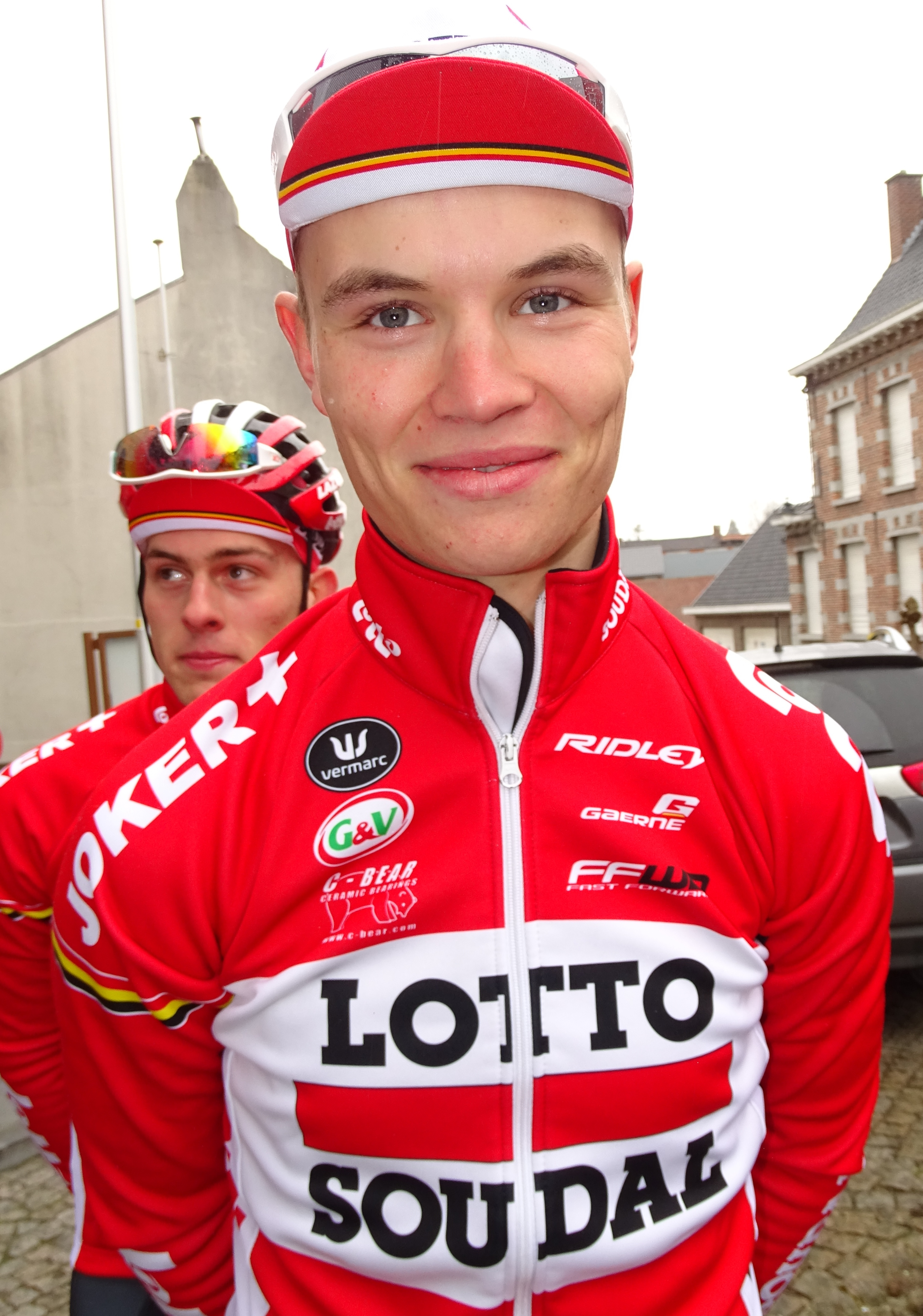
Senne Leysen.

## Bilan de la saison

### Victoires
| Date       | Course                                              | Pays     | Classe | Vainqueur        |
| ---------- | --------------------------------------------------- | -------- | ------ | ---------------- |
| 30/04/2015 | 2e étape de la Carpathian Couriers Race             | Pologne  | 2.2U   | Dries Van Gestel |
| 01/05/2015 | Championnat de Belgique du contre-la-montre espoirs | Belgique | CN     | Ruben Pols       |
| 15/07/2015 | 1re étape du Tour de la Vallée d'Aoste              | France   | 2.2U   | Laurens De Plus  |